# Aeroporto Internacional de Doha
O Aeroporto Internacional de Doha (IATA: DOH, ICAO: OTBD)  foi o maior aeroporto do Catar e o hub (aviação comercial) da linha aérea Qatar Airways. O Aeroporto foi desativado em 27 de maio de 2014, substituído pelo Aeroporto Internacional de Hamad.

## Estrutura

### Terminal de Partida e Transferência
Este é o principal terminal do aeroporto e lida com todos os voos da classe econômica da Qatar Airways, bem como todas as outras companhias aéreas que utilizam o aeroporto. Este terminal foi ampliado várias vezes, a fim de lidar com o aumento do número de passageiros que utilizam o aeroporto a cada ano. O terminal tem 44 portões de satélite, bem como áreas de estar e uma grande área de duty free.
Há 3 salões neste terminal, incluindo o Oryx Lounge, que é usado por todas as companhias aéreas de passageiros premium, a Qatar Airways Gold Lounge, que é usado por membros da Qatar Airways Gold Privilege, e a Qatar Airways silver privilege club.  Este terminal foi ampliado junto com o antigo Terminal de chegadas e foi integrado no terminal de partidas, após um novo terminal de chegada, abrir. Todos os passageiros do Terminal de Partida e Transferência usam este recurso, como os passageiros que chegam em Doha usam o novo terminal de chegadas o antigo Terminal de chegadas e foi integrado no terminal de partidas, após um novo terminal de chegada, abrir. Todos os passageiros do Terminal de Partida e Transferência usam este recurso, como os passageiros que chegam em Doha usam o novo terminal de chegadas.
O Terminal de Partida e Transferência e dividido em duas áreas: o Terminal A e o Terminal B.

#### Terminal A
O Terminal A é o maior terminal do aeroporto e a área de check-in mais utilizada, no qual partiam voos para 148 destinos das empresas Qatar Airways e Cathay Pacific, que operam em serviço de voo codeshare para Hong Kong. Foi reformado e modernizado em 2006 e novamente em 2012.

##### Terminal B
Inaugurado em 2001, com 2.000 metros quadrados, construído no local do antigo terminal de chegadas, comportava mais de 30 companhias aéreas estrangeiras que operam serviços em Doha. O terminal incluia uma área de check-in alargada com 35 balcões e um sistema de transporte de bagagens em esteiras rolantes, bem como lanchonetes, restaurantes e lojas de conveniência. Deste Terminal B saiam voos para 52 destinos, a maioria para destinos asiáticos, na exceção de: Londres, Cairo, Amsterdã, Frankfurt, Istambul, Washington.

### Terminal De Chegada
Em 19 de Dezembro de 2010, um novo terminal de chegada foi inaugurado no lado oeste, no local havia um terminal temporário. O terminal tinha uma capacidade de manuseamento de 2770 passageiros por hora, possuía 22 balcões de imigração, oito e-gates, oito esteiras de bagagem, 36 balcões de concierges, aluguel de carros e outros serviços, bem como 746 lugares de estacionamento. O hall de ex-chegadas fundiu-se com o hall partida, acrescentando espaço valioso extra e capacidade para o aeroporto. Essas mudanças foram parte da expansão antes do novo aeroporto internacional abrir em 2014.